# Saint-Fiacre-sur-Maine
Saint-Fiacre-sur-Maine là một xã thuộc tỉnh Loire-Atlantique phía tây nước Pháp. Xã này nằm ở khu vực có độ cao trung bình 53 mét trên mực nước biển. Theo điều tra dân số năm 2007 của INSEE, xã có dân số 1162 người.
Thị trấn nằm gần Nantes, có các khu vực trồng nho bao quanh.

## Dân số
| Năm    | 1962 | 1968 | 1975 | 1982 | 1990 | 1999 | 2007 |
| ------ | ---- | ---- | ---- | ---- | ---- | ---- | ---- |
| Dân số | 636  | 651  | 761  | 935  | 935  | 996  | 1147 |

## Liêt kết ngoàis
- Official website
- Saint-Fiacre-sur-Maine on the Quid Lưu trữ ngày 8 tháng 8 năm 2007 tại Wayback Machine
- Saint-Fiacre-sur-Maineon afrench map[liên kết hỏng]